# 아미르 탈라이
아미르 탈라이(Amir Talai, 1977년 6월 24일 ~ )는 미국의 배우이자 희극인이다.

## 출연 작품
- 더 서클